# Новоселицька Дача (заказник)
Новосе́лицька Да́ча — ботанічний заказник місцевого значення в Україні. Розташований у межах Бобровицького району Чернігівської області, на південь від села Мочалище. 
Площа 150 га. Статус присвоєно згідно з рішенням Чернігівської обласної ради від 27.12.2001 року. Перебуває у віданні ДП «Ніжинське лісове господарство» (Новоселицьке л-во, кв. 66, 67, 68). 
Статус присвоєно для збереження частини лісового масиву з високопродуктивними насадженнями дуба. У домішку — сосна, береза, вільха.
В трав'яному покриві зростають яглиця звичайна, осока волосиста, конвалія звичайна та інші неморальні види-супутники дуба. Трапляються лілія лісова, коручка морозниковидна, гніздівка звичайна, занесені до Червоної книги України.